# Mareș, Argeș
Mareș este un sat în comuna Albota din județul Argeș, Muntenia, România.
Satul este cunoscut prin îngheţata care îi poartă numele, 'Îngheţata de Mareş', apărută în a doua parte a secolului 20. Oamenii o mai numesc şi 'Îngheţata Albota'.Mai este cunoscut si prin covrigii pe care i fac locuitorii,și prin livezile de pruni. Satul are o Biserica,cu hramul Adormirea Maicii Domnului,ctitorita de Alecu și Dinu Mureșanu în anul 1793.